# Tigran Edmondowitsch Keossajan

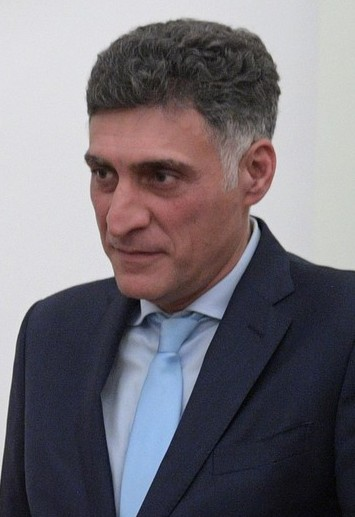
Tigran Keosayan (2018)

Tigran Edmondowitsch Keossajan (armenisch Տիգրան Քեոսայան, russisch Тигран Эдмондович Кеосаян; * 4. Januar 1966 in Moskau) ist ein russischer Filmregisseur, Schauspieler, Fernsehmoderator, Journalist, Drehbuchautor, Moderator, Produzent und Bühnenregisseur armenischer Herkunft. Er ist Gewinner der Preise internationaler Filmfestivals, darunter TEFI, Kinotavr und Window to Europe 2001.
Am 28. Februar 2022 setzte die Europäische Union ihn im Zusammenhang mit dem russischen Überfall auf die Ukraine 2022 auf eine schwarze Liste und ließ sein gesamtes Vermögen im Zugriffsbereich der EU einfrieren.
Am 8. Januar 2024 meldete Margarita Simonjan, Kremlpropagandistin und Ehefrau von Keossojan, den klinischen Tod von Keossajan auf ihrem Telegram-Kanal.

## Leben
Keossajan ist der Sohn des armenisch-russischen Filmregisseurs und Komponisten Edmond Keossajan und der Schauspielerin Laura Gevorkyan. Er studierte am staatlichen Institut für Kinematographie (VGIK).
Keossajan war Moderator der täglichen (montags bis donnerstags) analytischen Talkshow With Tigran Keosayan auf dem russischen Privatsender REN-TV.
Keosayan:
- behauptete, dass die ukrainische Regierung nicht rechtmäßig sei
- erklärte wiederholt, dass die Krim zu Russland gehöre und dass das Donezbecken nicht Teil der Ukraine sei
- beschuldigte die Ukraine öffentlich der Eskalation des Konflikts
- hat in den russischen Medien antiukrainische Propaganda verbreitet
- hat die Ukraine konsequent in seiner staatlich finanzierten Fernsehsendung Internationales Sägewerk mit Tigran Keosayan als schwaches und korruptes Land dargestellt, das ausschließlich dank westlicher Hilfe am Leben erhalten wird.

Keossajan nahm am Forum „Russisches Donezbecken“ teil, das von den Behörden der sogenannten Volksrepublik Donezk in Donezk mit dem Ziel organisiert wurde, die Doktrin des „russischen Donezbeckens“ zu verbreiten.

## Sanktionen
Wegen der Unterstützung des russischen Angriffskrieges gegen die Ukraine wurde Keossajan Anfang März 2022 von der Europäischen Union sanktioniert. Kurze Zeit später wurde er in die Sanktionsliste des Vereinigten Königreichs aufgenommen.
Am 24. Juni 2022 erklärte die Regierung Kasachstans Keossojan zur „persona non grata“. Grund dafür waren die Äußerungen des Journalisten bei einem seiner Live-Auftritte, bei dem er die kasachische Regierung harsch kritisierte, weil diese sich geweigert hatte, die Militärparade zum Tag des Sieges abzuhalten. Im Lichte der kasachischen Zurückhaltung im Ukrainekrieg, sprich der fehlenden Unterstützung für Russland, bezeichnete Keossojan die Kasachen als eine „undankbare Nation“.
Am 10. Oktober 2022 belegten die armenischen Behörden Margarita Simonjan, Kremlpropagandistin und Ehefrau von Keossojan mit einem Einreiseverbot.

## Filmographie

### Als Regisseur
- Bessmertnie 2022

## Auszeichnungen
Keossajan ist Gewinner von Preisen internationaler Filmfestivals, darunter TEFI, Kinotavr und Window to Europe 2001.